# Odărți, Dobrici
Odărți (în bulgară Одърци, în română Iaștâccilar) este un sat în comuna Dobricika, regiunea Dobrici, Dobrogea de Sud, Bulgaria. 
Între anii 1913-1940 a făcut parte din plasa Balcic a județului Caliacra, România. Majoritatea locuitorilor erau români.

## Demografie
Componența etnică a satului Odărți
     Bulgari (59,42%)
     Nicio identificare (7,72%)
     Altele (32,85%)
La recensământul din 2011, populația satului Odărți era de 621 locuitori. Din punct de vedere etnic, majoritatea locuitorilor (59,42%) erau bulgari. Pentru 7,72% din locuitori nu este cunoscută apartenența etnică.